# 黑魔法

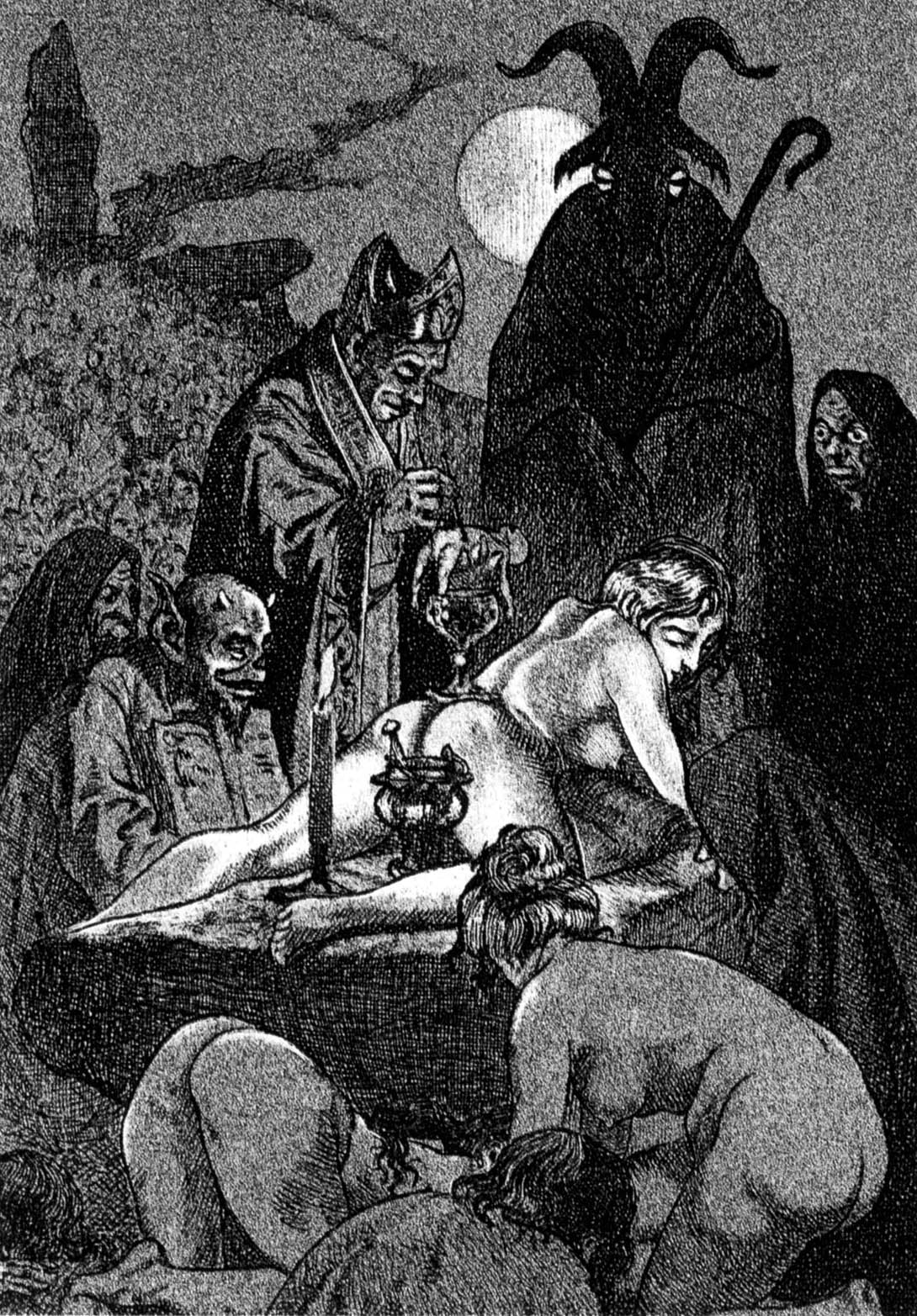
马丁·凡·马埃勒所画的《女巫的巫魔会》插图，载于儒勒·米什莱1911年版《撒旦崇拜与巫术》

黑巫术，又稱黑魔法，即邪惡的巫術，主要以傷害別人為目的，透過放蠱、詛咒、秘密儀式、書符等方式，達到謀殺、致病、迷惑、役使、嫁禍、致災等目的，使人在不知不覺受害，使有感情的男女相恨。多用於對付仇敵或報復他人，亦可用作治病、驅邪，或針對他人所施行的巫術進行治療、防禦或反擊。亦有人指黑魔法是魔鬼的地盤，借助於一大群邪靈或惡魔、邪神的幫助，魔鬼得以進行牠邪惡的工作；而幫助魔鬼的人，則得以施展黑魔法的能力。與黑巫术相對的概念是白巫术，即善良、純潔的魔法力量。

## 施術的分類
- 蠱毒，利用寄生蟲侵入受害者腦中，藉由誘使受害者個性異變，誘導受害者暴力犯罪，自然界類似的寄生蟲有腦裂蟲。
- 傀儡，精神控制受害者，使其犯罪。

## 施術者的分類
施術者可能是道士、巫師、巫醫、法師、陰陽師、祭司、術士咒術師等以卜巫為業的專業人士。

## 傳承的方式
傳承的方式主要有兩種，一种为世代相传，由老巫师传授；另一种是所谓神灵在梦中传授或启示的巫師，称为梦巫。巫蛊娃娃便是黑巫术中，用来报复人的一种手段。

## 虛構作品
- 哈利波特系列
- 漫威奇異博士電影

## 參看
- 巫蠱